# Evangelischer Kirchenbauverein
Der Evangelische Kirchenbauverein war eine von dem Kaiser  Wilhelm II.  am 2. Mai 1890 in Berlin etablierte Vereinigung zur Neuerrichtung von Kirchen in den industriellen Ballungsgebieten Preußens. Der Verein ist seit 1975 wieder aktiv.

## Geschichte
Während der Regentschaft Wilhelms I. wurde zwischen 1878 und September 1890 durch das Sozialistengesetz die Sozialdemokratie im Deutschen Reich mit Repressionen überzogen. Wilhelm II. (ab 1888 Kaiser und König) wollte die soziale Bewegung hingegen durch Rückbesinnung auf traditionelle, evangelisch-religiöse Werte dämpfen und seine „ersten Regierungsjahre nicht mit dem Blut meiner Untertanen färben“.
Auf der Waldersee-Versammlung am 28. November 1887 hatte Wilhelm, der Sohn des Kronprinzen, zum „Einsatz gegen die Verwahrlosung der Massen“ aufgerufen, um „der drohenden Gefahr von Seiten der Sozialdemokratie und des Anarchismus entgegenzutreten“. Im Mai 1888 wurde der Evangelisch-Kirchliche Hilfsverein gegründet in dem, neben allen preußischen Provinzen, Ernst von Mirbach, der Oberhofmeister der Kronprinzessin Auguste Victoria, für diese vertreten war. Sie hatte am 4. Mai 1888 von ihrem Schwiegervater Kaiser Friedrich das Protektorat über den Verein erhalten.
1890 entstand aus der Kirchenbau-Kommission (1888) des Evangelisch-Kirchlichen Hilfsvereins der „Evangelische Kirchenbauverein“. Dieser ließ 1884–1908 allein im damaligen Berlin 38 Kirchenbauten errichten, und viele weitere auch außerhalb, drei davon im heutigen Israel. In Ostpreußen wurden 12 davon aus einem „Jubiläumsfonds“ zum 200. Jahrestag der Krönung des Kurfürsten (1901) erbaut.
Gegen Bedenken der Kirchen erklärte Mirbach wiederholt, man wolle damit nur die Innere Mission der Kirche unterstützen. Der Erfolg des Vereins war, neben der Autorität des Kaisers, wesentlich durch die Geldsammlungen Mirbachs sowie der beiden Vereinsvorsitzenden von Levetzow und von Ziethen-Schwerin bestimmt. Bis 1912 wurden etwa 12 Mio. Mark gesammelt.
1918 brach die Vereinstätigkeit ab und endete völlig 1930. Bis dahin waren etwa 70 Kirchen errichtet worden.

## Mitglieder
- Kaiserin Auguste Victoria, volkstümlich 'Kirchenjuste' genannt
- Friedrich von Bodelschwingh, Pastor
- Albert Erdmann Karl Gerhard von Levetzow, konservativer Politiker und Landespräsident der Provinz Brandenburg
- Ernst von Mendelssohn-Bartholdy, Privatbankier in Berlin
- Richard von Hardt, Großkaufmann in Berlin
- Albert Graf von Zieten-Schwerin, Mitglied des Preußischen Herrenhauses

## Kirchenbauten
Errichtet wurden unter anderem die
- Erlöserkirche (Berlin-Rummelsburg) (1890–1892)
- Gnadenkirche (Berlin-Mitte) (1890)
- Versöhnungskirche (Berlin-Mitte) (1892, in der DDR gesprengt)
- Immanuelkirche (Berlin) (1893)
- Emmauskirche (Berlin) (1893)
- Kirche Zum Guten Hirten (Berlin-Friedenau) (1893)
- Lutherkirche (Berlin-Schöneberg) (1891)
- Himmelfahrtkirche (Berlin-Gesundbrunnen) (1893; 1945 zerstört)
- Samariterkirche (Berlin) (1894)
- Kaiser-Friedrich-Gedächtniskirche in Berlin-Tiergarten
- Gethsemanekirche (Berlin) (1893)
- Pfingstkirche in Potsdam (1894)
- Apostel-Paulus-Kirche (Berlin-Schöneberg) (1894)
- Heilandskirche (Berlin) (1894)
- Kaiser-Wilhelm-Gedächtniskirche auch Gedächtniskirche in Berlin (1891–1895)
- Neue Nazarethkirche in Berlin-Wedding (1895)
- Königin-Elisabeth-Kinderhospital Berlin
- Erlöserkirche (Jerusalem) (Einweihung 1898)
- Weihnachtskirche in Betlehem
- Himmelfahrtskirche in Jerusalem (fertiggestellt 1914)
- Erlöserkirche (Gerolstein) (1913)
- Erlöser-Kapelle in Mirbach (1902)
- Kapernaum-Kirche in Berlin-Wedding (1902)[2]
- Taborkirche (Berlin-Kreuzberg) (1905)[3]
- Erlöserkirche (Bad Homburg) (ca. 1908)

## Erneuerter Verein
Im Jahre 1975 erfolgte in Berlin-Friedenau eine Reaktivierung. Der heutige Vereinszweck ist die Restaurierung und Pflege von Kirchenkunst. Bei rein gottesdienstlicher Bestimmung beteiligt er sich auch an Neubauten.